# Aviary.pl
Aviary.pl (dawniej AviaryPL) – grupa programistów i tłumaczy pracujących nad polskimi wersjami produktów Mozilla Corporation i Novell Polska, która swoją działalność rozpoczęła formalnie w marcu 2004. Nazwa Aviary pochodzi od gałęzi kodu Mozilli zwanej po angielsku aviary branch („ptasia gałąź”). We wrześniu 2004 grupa została oficjalnym zespołem lokalizacyjnym Mozilla Foundation, pozostaje jednak niezależna i pracuje także dla innych podmiotów, m.in. od września 2006 zajmuje się tłumaczeniem środowiska graficznego GNOME.
Lista projektów lokalizowanych przez zespół: 
- Mozilla Firefox – przeglądarka internetowa
- Mozilla Thunderbird – program pocztowy
- Mozilla Sunbird – kalendarz
- Nvu – wizualny edytor stron internetowych
- Bugzilla – system obsługi błędów w oprogramowaniu
- Camino – przeglądarka internetowa dla Mac OS X
- SeaMonkey – pakiet aplikacji internetowych
- Flock – przeglądarka internetowa zintegrowana z serwisami społecznościowymi
- OpenSUSE – dystrybucja Linuksa do ogólnych zastosowań, sponsorowana przez firmę Novell (na zlecenie Novell Polska)
- SUSE Linux Enterprise – dystrybucja Linuksa firmy Novell do zadań profesjonalnych (na zlecenie Novell Polska)
- GNOME – kompletne środowisko graficzne dla systemów Linux i UNIX